# Dopagem na Volta a França

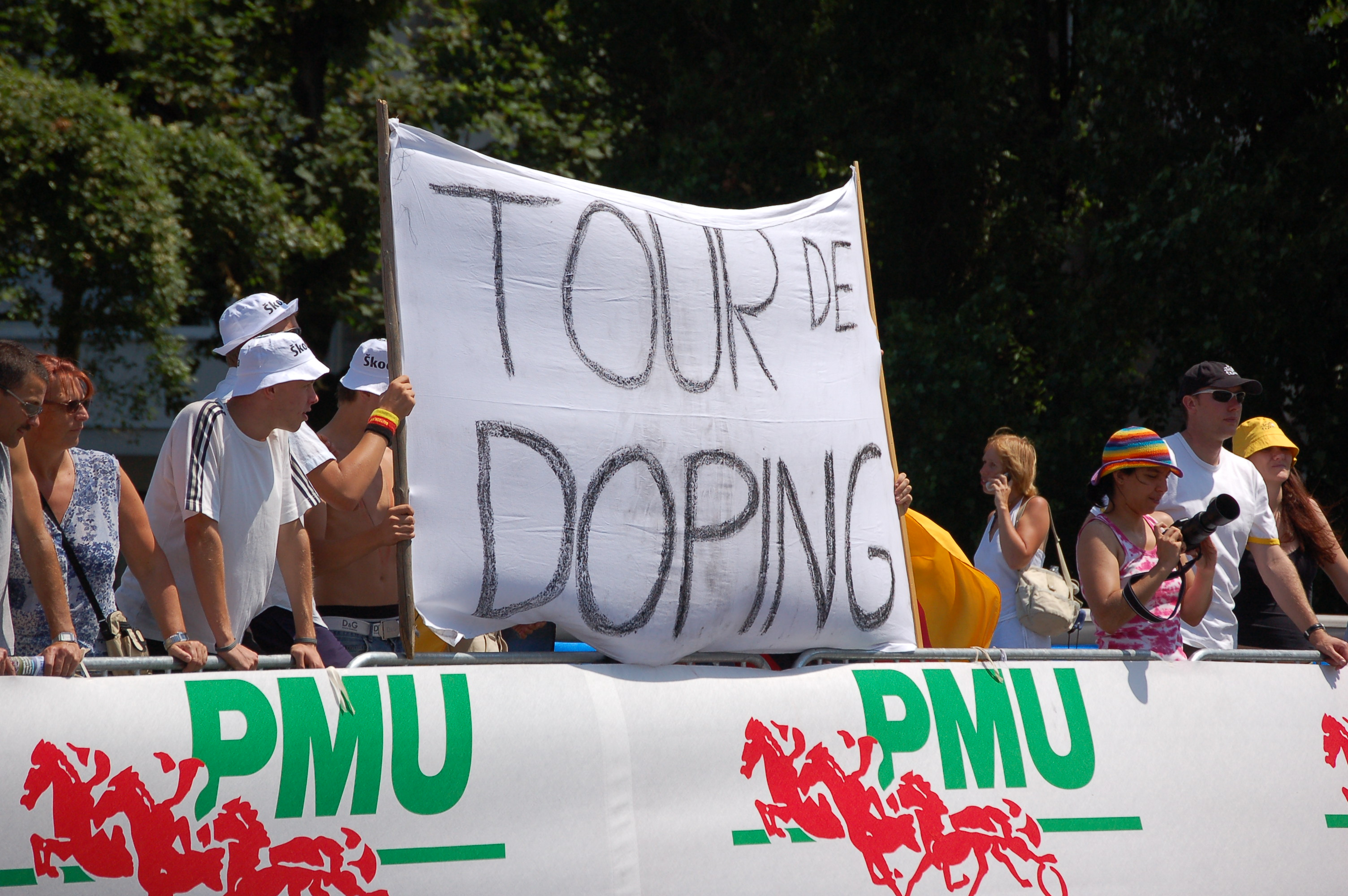
Bandeira dos espectadores durante a Tour de France de 2006

Alegações de uso de drogas para melhorar o desempenho no esporte (dopagem), têm atormentado o Tour quase desde 1903. Os primeiros ciclistas consumiam álcool e usaram éter, para aliviar a dor. Ao longo dos anos eles começaram a aumentar o desempenho e a União Ciclística Internacional e os governos promulgaram as políticas para combater a prática.
Em 1924, Henri Pélissier e seu irmão Charles Pélissier disseram ao jornalista Albert Londres que eles usaram estricnina, cocaína, clorofórmio, aspirina, "pomada de cavalo" e outras drogas. A história foi publicada em Le Petit Parisien, sob o título Les Forcats de la Route ('Os condenados da Estrada').
Em 13 de julho de 1967, o ciclista britânico Tom Simpson morreu subindo o Mont Ventoux depois de tomar anfetamina. Em 1998, o "Tour of Shame", Willy Voet, soigneur para a equipe Festina, foi preso com eritropoietina (EPO), hormônio de crescimento, testosterona e anfetamina. A polícia invadiu hotéis da equipe e encontrou produtos em posse da equipe de ciclismo TVM. Os ciclistas entraram em greve. Após a mediação do diretor Jean-Marie Leblanc, a polícia limitou suas táticas e os ciclistas continuaram. Alguns ciclistas tinham abandonado e apenas 96 terminaram a prova. Tornou-se claro no julgamento que gestores de saúde e funcionários da equipe Festina tinham organizado a dopagem.
Outras medidas foram introduzidas pelos organizadores da corrida e da UCI, incluindo testes e exames para dopagem sanguíneo (transfusões mais frequentes e uso de EPO). Isso levaria a UCI para se tornar um partido particularmente interessado na iniciativa do Comitê Olímpico Internacional, a Agência Mundial Anti-Doping (WADA ), criado em 1999. Em 2002, a esposa de Raimondas Rumsas, em terceiro lugar na Tour de France de 2012, foi presa depois de EPO e esteroides anabolizantes terem sido encontrados em seu carro. Rumsas, que nunca tinha falhado um teste, não foi penalizado. Em 2004, Philippe Gaumont disse que o doping era endémica à sua equipe Cofidis. O ciclista da Cofidis Fellow David Millar confessou o uso de EPO depois de sua casa ter sido alvo de buscas. No mesmo ano, Jesus Manzano, um ciclista com a equipe Kelme, alegou ter sido forçado por sua equipe a usar substâncias proibidas.
A polémica do doping cercou Lance Armstrong. Em agosto de 2005, um mês após a sétima vitória consecutiva de Armstrong, o jornal L'Équipe publicou documentação segundo os qual Armstrong tinha usado EPO na corrida de 1999. Ao mesmo Tour, a urina de Armstrong mostrou vestígios de um hormônio glucocorticosteroides, embora abaixo do limiar positivo. Ele disse que tinha usado o creme de pele que contém triancinolona para tratar as feridas de sela. Armstrong disse ter recebido permissão da UCI de usar este creme,, mais alegações culminaram na decisão de desqualificação da Agência Antidoping dos Estados Unidos (USADA), retirando-lhe de todas as suas vitórias desde o 1º de agosto de 1998, incluindo as suas sete vitórias consecutivas do Tour de France, e uma proibição vitalícia de competir em esportes profissionais. Ele optou por não recorrer da decisão e em janeiro de 2013, admitiu uso de doping numa entrevista televisiva realizada pela Oprah Winfrey, apesar de ter anteriormente negado isso repetidamente ao longo de sua carreira. Em 1 de Agosto de 2013 Jan Ullrich - indiscutivelmente o maior rival de Armstrong na Tour de France - teria dito que Armstrong deve ter suas sete vitórias despojados reintegradas, devido a a prevalência de dopagem no momento. Ullrich tinha ganho o 1997 e terminou em segundo com Armstrong três vezes - em 2000, 2001 e 2003, mas recusou-se a participar de um pedido de títulos despojados do seu rival.

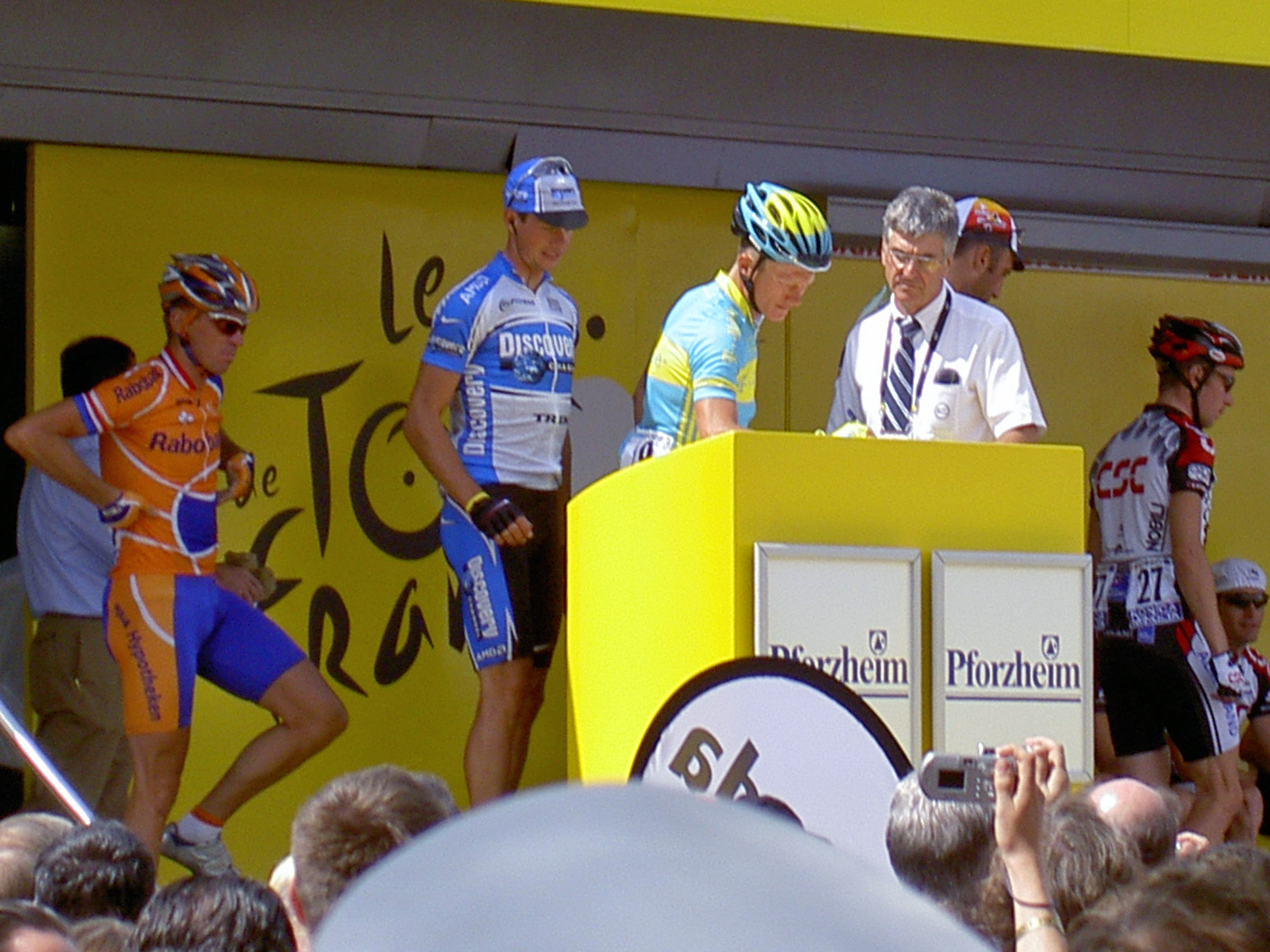
Corredores assinando o livro de presença, ao início de uma etapa.

O Tour de 2006 antes de começar tinha sido atormentado pela operação anti-doping Puerto. Os favoritos, como Jan Ullrich e Ivan Basso foram proibidos por suas equipes um dia antes do início. Dezassete ciclistas foram implicados. O ciclista americano Floyd Landis, que terminou o Tour como titular da liderança geral, havia testado positivo para testosterona depois que ele ganhou a etapa 17, mas isso não foi confirmado até cerca de duas semanas após a corrida ter terminado. Em 30 de junho de 2008 Landis perdeu seu apelo ao Tribunal Arbitral do Esporte e Óscar Pereiro foi nomeado como vencedor. Em 24 de maio de 2007, Erik Zabel admitiu ter usado EPO durante a primeira semana do Tour 1996, quando ele ganhou a classificação de pontos. Após a sua alegação de que outros ciclistas admitiram o uso de drogas, em 25 de julho de 2007 o ex-vencedor do Tour Bjarne Riis admitiu em Copenhaga, que ele usou inclusive, EPO regularmente de 1993 a 1998, quando ele ganhou o Tour de 1996. A sua admissão significava que os três primeiros ciclistas, em 1996, foram todos ligados ao doping, dois admitindo a trapaça. Em 24 de julho de 2007 no controle de dopagem, Alexander Vinokourov testou positivo para uma transfusão de sangue (doping do sangue) depois de vencer um contrarrelógio, levando sua equipe Astana a retirar-se e a polícia a fazer buscas no hotel da equipe. No dia seguinte no controle de Cristian Moreni falha para testosterona, e a sua equipe Cofidis retirou.
No mesmo dia, o líder Michael Rasmussen foi removido por "violar as regras da equipe interna" pela falta de testes aleatórios no dia 9 de maio e 28 de junho. Rasmussen afirmou ter sido no México. O jornalista italiano Davide Cassani disse à televisão dinamarquesa que tinha visto Rasmussen na Itália. A suposta mentira solicitou a sua demissão pelo Rabobank.
Em 11 de julho de 2008 Manuel Beltrán testou positivo para EPO após a primeira fase em 17 de julho de 2008, Riccardo Riccò testou positivo para (metoxi-polietilenoglicol-epoetina beta) activador do receptor eritropoiese contínua, uma variante de EPO, após a quarta etapa. Em outubro de 2008, foi revelado que o companheiro de equipe de Riccò e vencedor da etapa 11 do Tour de France de 2008, Leonardo Piepoli, bem como Stefan Schumacher. – que ambos venceram etapas contrarrelógio – e Bernhard Kohl - terceiro na classificação geral e Rei das Montanhas - havia também testado positivo.
Depois de vencer o Tour de France de 2010, foi anunciado no dia de descanso de 21 de julho que Alberto Contador havia testado positivo para baixos níveis de clembuterol. Em 26 de janeiro de 2011, a Real Federação Espanhola de Ciclismo propôs uma proibição de 1 ano, mas reverteu a sua decisão em 15 de fevereiro e limpou Contador para poder correr. Apesar de haver um recurso pendente na UCI, Contador terminou em 5º na geral Tour de France de 2011, mas em fevereiro de 2012, Contador foi suspenso e despojado de sua vitória 2010.
Durante o Tour de 2012, o ciclista colocado em terceiro lugar em 2011, Frank Schleck testou positivo para o diurético proibido xipamide e foi imediatamente desclassificado do Tour.
Em outubro de 2012 a USADA divulgou um relatório sobre a dopagem da equipe US Postal, implicando, entre outros, Armstrong. O relatório continha depoimentos de ciclistas, incluindo Frankie Andreu, Tyler Hamilton, George Hincapie, Floyd Landis, Levi Leipheimer, e outros que descrevem uso generalizado de eritropoietina (EPO), transfusão de sangue, a testosterona, e outras práticas proibidas em vários Tours. Em outubro de 2012, a UCI iniciou por em prática este relatório, retirando formalmente a Armstrong todos os seus títulos desde 1 de Agosto de 1998, incluindo todas as sete vitórias do Tour, e anunciou que as suas corridas ganhas não seriam realocados para outros ciclistas.